# Чинчорро

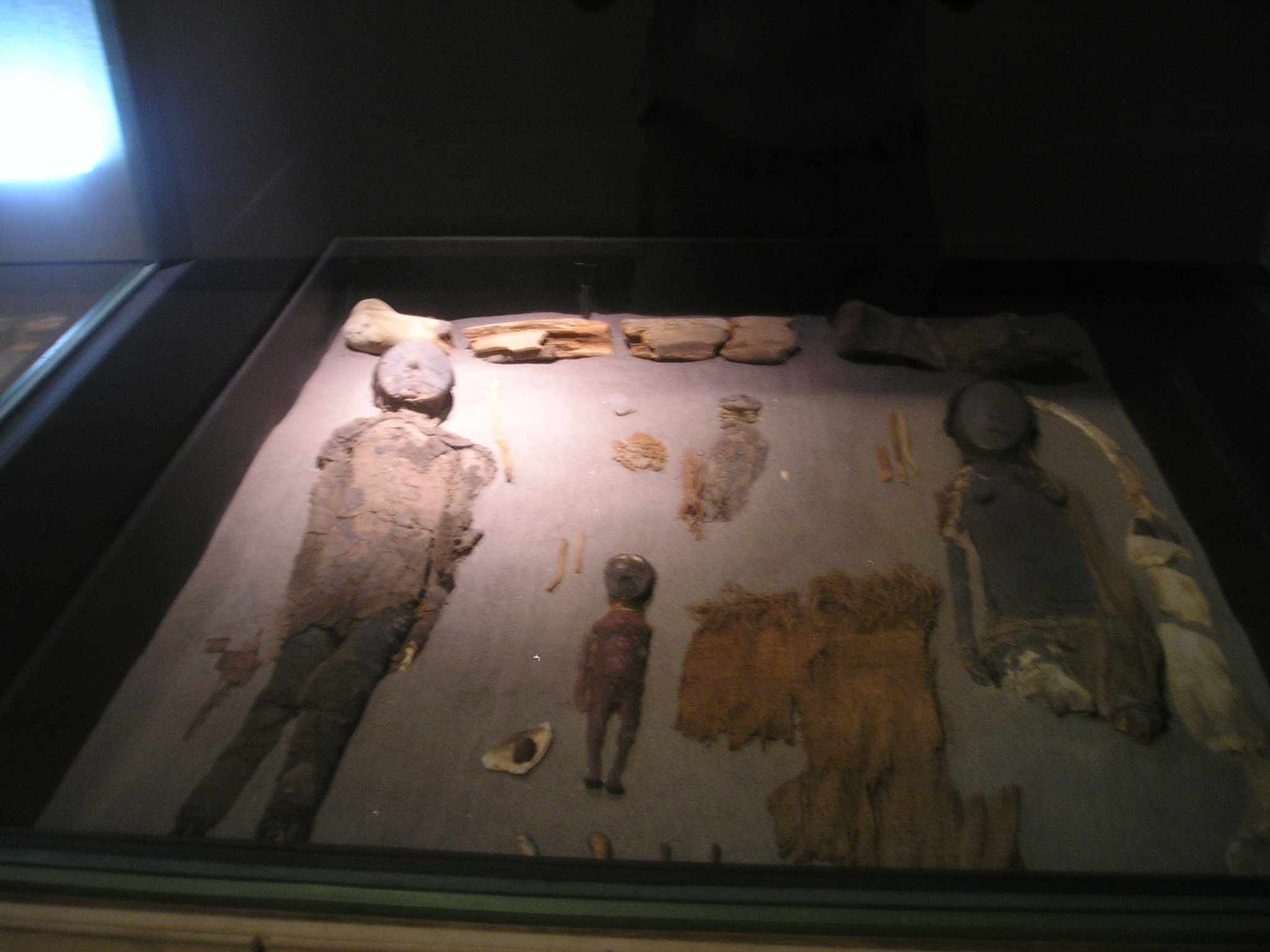
Мумії Чинчорро

Культура Чинчорро (ісп. Chinchorro) — американська доколумбова культура, що існувала на узбережжі Південної Америки між департаментом Такна в Перу і регіоном Тарапака в Чилі між 9000 і 4000 роками до н. е. Представники культури займалися переважно рибальством, і є предками народів каманчако (рибалок) і коле (землеробів). Ця культура відома тим, що її представники вперше почали муміфікувати мертвих. Найстаріша мумія цієї культури має вік понад 9 тис. років.